# TV Guide
TV Guide è il nome di due riviste settimanali che si occupano di programmazione televisiva, una negli Stati Uniti e l'altra in Canada. Anche se le due riviste hanno lo stesso nome e un logo simile, sono gestite da diverse società e pubblicano contenuti di editori diversi.
Oltre alle liste di programmazione della televisione, appaiono pubblicazioni di notizie relative alla televisione, interviste a celebrità, notizie di gossip, revisioni di film, l'oroscopo e anche il cruciverba (autodefinidos).

## Edizione statunitense
La TV Guide è stata pubblicata per la prima volta il 3 aprile 1953. Sulla copertina della sua prima edizione è stata pubblicata una foto del figlio di Lucille Ball e Desi Arnaz, Desi Arnaz Jr.
Nel numero del 4 maggio 2002 ha pubblicato la classifica de I migliori 50 spettacoli televisivi di tutti i tempi.

## Edizione canadese
Per molti anni l'edizione canadese di TV Guide è stata l'esatta copia della versione statunitense (a metà degli anni settanta, alcune edizioni della TV Guide canadese sono state vendute anche nelle località al confine degli Stati Uniti). Le differenze erano il prezzo (nel 1972 l'edizione negli USA costava 20 centesimi, mentre in Canada costava 25 centesimi) e il pubblico. Almeno undici edizioni sono disponibili in tutto il paese, che coprono le principali città.